# Aloe khamiesensis
Espèce
Statut de conservation UICN

 DD  : Données insuffisantes
Aloe khamiesensis est une espèce de plantes de la famille des Aloaceae du genre Aloe.
L'espèce est endémique d'Afrique du Sud.